# 牟田口元学

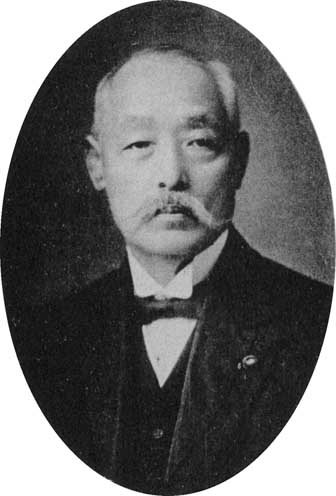
牟田口元学

牟田口 元学（むたぐち げんがく、1845年2月2日（弘化元年12月26日） - 1920年（大正9年）1月13日）は、明治時代の鉄道経営者・事業家。号は鷹村。

## 経歴
佐賀藩士牟田口利左衛門の長男として生まれる。成長の後戊辰戦争で官軍に従事し功績を認められ官吏になる。明治維新後工部省、文部省、農商務省などに出仕するが、大隈重信の明治十四年の政変に伴って下野を強いられ、立憲改進党の掌事となる。
その後、東京馬車鉄道の社長を歴任。同社は1900年（明治33年）に東京電車鉄道と改称され、1906年（明治39年）には東京電気鉄道、東京市街鉄道と合併して東京鉄道となる。1911年（明治44年）に市営化（東京市電）されるまで経営に敏腕を振るう。このほか播但鉄道、小倉鉄道などの私鉄だけではなく、大正瓦斯や日清生命の経営にも参画した。1916年（大正5年）10月5日には貴族院議員に勅選された。

## そのほか
河野敏鎌の友人であり、敏鎌が恩人の江藤新平を裁いた経緯や、そのときの心情について吐露されている。

## 参考資料
- 『朝日日本歴史人物事典』

| ビジネス           | ビジネス                                                                      | ビジネス                             |
| ------------------ | ----------------------------------------------------------------------------- | ------------------------------------ |
| 先代 （新設）      | 朝鮮軽便鉄道社長 1916年 - 1919年                                              | 次代 小野金六 朝鮮中央鉄道取締役会長 |
| 先代 園田実徳      | 函館水電取締役会長 1917年 - 1919年                                            | 次代 藤山雷太                        |
| 先代 三浦泰輔 専務 | 小倉鉄道取締役会長 1915年 - 1916年 社長 1911年 - 1915年                       | 次代 伊地知壮熊 社長                 |
| 先代 （新設）      | 朝鮮瓦斯電気取締役会長 1913年 - 1915年 韓国瓦斯電気取締役会長 1910年 - 1913年 | 次代 香椎源太郎                      |
| 先代 （新設）      | 東京鉄道社長 1906年 - 1909年                                                  | 次代 千家尊福                        |
| 先代 谷元道之      | 東京電車鉄道社長 1900年 - 1906年 東京馬車鉄道社長 1891年 - 1900年             | 次代 （東京鉄道に統合）              |
| 先代 藤田高之      | 播但鉄道社長 1894年 - 1895年                                                  | 次代 鹿島秀麿                        |
| 先代 中山信彬      | 壬午銀行頭取 1884年 - 1888年                                                  | 次代 肥田昭作                        |